# Porod
Porod (latinsko partus) je zadnja stopnja nosečnosti, pri kateri plod zapusti maternico.

## Naravni porod
Naravni porod razdelimo v štiri porodne dobe:
- O prvi porodni dobi govorimo od rednih popadkov na 5 min. do popolnega odprtja materničnega vratu.
- O drugi porodni dobi govorimo od popolnega odprtja materničnega vratu do rojstva ploda.
- Tretja porodna doba traja od rojstva ploda do rojstva posteljice (placente)
- Četrta porodna doba pa od rojstva posteljice pa do 3 ur po porodu

### Prva porodna doba
Tipični porod se začne z nastopom popadkom, katerih jakost in pogostnost se od nosečnice do nosečnice razlikujeta. Na začetku običajno nastopijo v pol ure dva do trije popadki. Začetek poroda je lahko postopen ali se dogodi zelo nepričakovano. Če popadki pri porodnici ne nastopijo, čeprav bi porod že moral nastopiti, porodnici aplicirajo syntocinon (oxytocin) za sprožitev popadkov. 
Tekom prve porodne dobe postajajo popadki pogostejši do viška, ki znaša 2-3 popadke na 10 minut. Ritem popadkov postaja enakomernejši. Posamezen popadek traja 30-60 sekund.
Med kontrakcijo se dolge mišice maternice skrčijo; krčenje se začne pri vrhu maternice in potuje navzdol. Ob koncu kontrakcije se mišice zopet sprostijo, vendar ne dosežejo prvotne relaksacije - zato se maternični vrat povleče navzgor proti plodovi glavi. Vsaka kontrakcija močneje razširi maternični vrat; v največji razširjenosti je njegov premer 10 cm ali več. Razširjenost materničnega vratu poljudno imenujemo odprtost. Popolno odprtje materničnega vratu pomeni začetek druge porodne dobe.

### Druga porodna doba
Med drugo porodno dobo plod zapušča maternico skozi nožnico s pomočjo kontrakcij maternice in naprezanjem matere. Vzorec popadkov se spremeni - nastopi 6-7 popadkov v 15 minutah. Pri prehodu plodove glave v maternični vrat plodova glava pritiska ob materino črevo, kar refleksno sproži potrebo porodnice, da napreza mišice, enako kot pri iztrebljanju ter tako pripomore k porodu.
Plod praviloma zapušča maternico z glavo naprej, lahko pa je obrnjen tudi z nogami ali z zadnjico proti materničnem kanalu, kar otežuje porod in pogosto zahteva carski rez.
Trajanje druge porodne dobe zelo variira in je odvisno od položaja porodnice ter njenih morebitnih predhodnjih porodov, kar praviloma olajšuje porod. Med drugo porodno dobo se spremlja plodovo in materino zdravstveno stanje.
Druga porodna doba se konča z rojstvom otroka. Otrok doživi ob rojstvu znatne fiziološke spremembe, zlasti prilagoditev na samostojno dihanje. Po porodu se prereže popkovnica. 
Po rojstvu zdravnik pregleda otrokovo zdravstveno stanje. V uporabi je tako imenovano točkovanje po Virginiji Apgar; gre za številčno ocenjevanje srčnega utripa, dihanja, mišičnega tonusa, vzdražljivosti in barve kože s točkami 0-2 za vsak parameter, torej skupno je najvišji seštevek 10 točk.

### Tretja porodna doba
V tej fazi se iz maternice iztisne še posteljica. Iztis posteljice se lahko pospeši z dojenjem otroka. Porodnica pri tem navadno izgubi okoli 500 ml krvi. Če v maternici zaostanejo deli posteljice, lahko to povzroči infekcijo ali poporodne krvavitve.

## Porodna bolečina
Jakost bolečine ob porodu porodnice dojemajo zelo različno. Nekatere ženske opisujejo bolečino kot zelo intenzivno in mučno, druge pa kot blago. Številni dejavniki vplivajo na občutenje bolečine: strah, število predhodnih porodov, položaj porodnice ob porodu, raven betaendorfinov, bolečinski prag porodnice, zdravniška podpora pri porodu ...

### Blažitev bolečine
Za lajšanje bolečine lahko porodnica vdihuje dušikov oksid. V zgodnji fazi poroda lahko porodnica zaužije petidin ali druge opioidne analgetike, vendar obstaja nevarnost depresije dihanja pri otroku.
V zadnjem času postaja čedalje bolj uporabljena epiduralna anestezija. Gre za lokalno anestezijo, pri kateri se anestetik vbrizga v hrbtenični kanal. Prednost epiduralne anestezije je v tem, da lokalni anestetik ne prehaja v materin centralni krvni obtok in tako tudi ne prehaja posteljice in ne doseže plodovega krvotoka. 

## Zapleti in tveganja
Zapleti ob porodu lahko zadevajo mater in/ali otroka. Najhujši zaplet je smrt enega ali obeh.
Neonatalna umrljivost (umrljivost novorojenčkov od rojstva do starosti 28 dni) ali perinatalna umrljivost (od 28. tedna nosečnosti) znašata v modernih družbah okoli 1 %. Umrljivost mater znaša okoli 1/1800. V deželah v razvoju so številke bistveno višje; v podsaharski Afriki in južni Aziji je neonatalna umrljivost 3,7-odstotna , in povprečno 1 od 48 porodnic umre ob porodu.
Glavno nevarnost za plodovo smrt predstavlja prezgodnji porod in z njim povezana nizka porodna teža. Lažji je novorojenček, višje je tveganje za neonatalno smrt ter za pljučne, dihalne in nevrološke motnje.
Nekateri od možnih zapletov:
- Obilna krvavitev med porodom ali po njem, kar je glavni vzrok za umrljivost porodnic. Obilna krvavitev vodi do hipovolemičnega šoka in nezadostne prekrvitve vitalnih organov.
- Nenapredovanje poroda, pri katerem se kljub dolgo trajajočim kontrakcijam maternični vrat ne odpira ali pa kljub odprtju ne pride do rojstva. V prvem primeru se intravensko daje sintetični oksitocin in če ne pride do odpiranja materničnega vratu, je nujen carski rez. Pri zaustavljenem rojevanju kljub odprtemu cerviksu se lahko uporabi vakuumski ekstraktor ali porodne klešče ali pa se izvede carski rez.
- Povišan ali znižan plodov srčni utrip, ki se meri s kardiotofografom.
- Plodova izločitev otroške smole v plodovnico.
- Porodni prisad (sepsa pri porodnici) je bil pogost zlasti v preteklosti, vendar se je njegova pojavnost močno znižala po uvedbi ustreznih higienskih ukrepov (prvi jih je uvedel Ignaz Semmelweis).